# 静岡市立豊田中学校
静岡市立豊田中学校（しずおかしりつ とよだちゅうがっこう）は、静岡県静岡市駿河区豊田一丁目に所在する公立中学校。

## 沿革
- 1949年 - 静岡市立西豊田中学校、静岡市立東豊田中学校が合併して開校（当時の地番：静岡市曲金830番地）
- 1950年 - 東豊田中学校が分離し再開校
- 1952年 - 校歌、校章制定
- 1958年 - 校歌制定
- 1986年 - 体育館完成
- 2001年 - プール完成

## 小学校区
- 静岡市立西豊田小学校（葵区長沼南、長沼・東静岡一丁目のうち、国道1号以南かつJR東海道線東静岡駅以東の地域については東豊田中学校への変更可）
- 静岡市立富士見小学校の一部〔駿河区有東一丁目・二丁目、有明町、豊田三丁目のみ〕

## アクセス
- しずてつジャストライン17・18みなみ線「豊田中学ツインメッセ前」停留所下車すぐ。